# Phạm Kinh Vỹ
Phạm Kinh Vỹ (16 tháng 9 năm 1691 – 22 tháng 1 năm 1758) là quan đại thần thời Lê Trung Hưng. Sau khi đỗ Tiến sĩ vào năm 1724, ông được gọi là Đại Khoa Phạm Tướng Công. Ông giữ chức  Tòng tam phẩm Bồi tụng, Đổng lý Cơ mật viện Đại thần.

## Tiểu sử
Phạm Kinh Vỹ sinh vào ngày 16 tháng 9 năm 1691 là con thứ hai của Phạm Gia Thụy tại xã Thổ Hào, hiện nay là xã Thanh Tùng, thuộc huyện Thanh Chương. Ông có húy hiệu Tình Xuyên Bá. Có tài liệu ghi nhận rằng tên chữ thuở đầu của ông là Kinh Vỹ, về sau đổi thành Doãn Vỹ. Từ lúc còn nhỏ, Phạm Kinh Vỹ có tướng mạo đường hoàng và từng học nhiều sách, trong đó có Bách gia chi tử. Năm 1708, ông đỗ Tam Trường trong kỳ thi Mậu Tý. Đến năm 1714, tại kỳ thi Hương khoa Giáp Ngọ dưới triều Vĩnh Thịnh năm thứ 10, ông đỗ Giải nguyên. Mười năm sau, vào năm 1724, ông tiếp tục đỗ Đệ tam giáp đồng Tiến sĩ xuất thân trong khoa thi Giáp Thìn, năm Bảo Thái thứ 5 dưới thời vua Lê Dụ Tông. Trong chế độ khoa cử thời phong kiến Việt Nam, Nghệ An có 150 vị đỗ đại khoa, riêng huyện Thanh Chương có 25 vị. Trong đó, có 3 người đỗ tiến sỹ là Nguyễn Tiến Tài (đăng khoa năm 1664), Phạm Kinh Vỹ (1724) và Nguyễn Lâm Thái (1739).

## Sự nghiệp
Năm Canh Thân (1740), vua thăng cho ông chức Hiệu thảo giám sát ngự sử đạo Sơn Nam.  Phạm Kinh Vỹ được cử làm Giám sát sứ của các đạo Sơn Nam, Tuyên Quang; ông là quan văn lẫn quan võ.
Tháng 11 năm 1740, Phạm Kinh Vỹ dẹp các cuộc khởi nghĩa ở Thiên Thi, Đường Hào và phá quân khởi nghĩa ở Lạc Thổ, Thạch Bi, Hữu Lũng. Trong năm đó, Phạm Kinh Vỹ và Nguyễn Bá Quýnh đem dân làm nghi binh dụ địch khi Trịnh Doanh dẫn quân đi đánh quân nổi dậy ở phía nam. Năm 1743, Cảnh Hưng 3, đời vua Lê Hiển Tông, triều đình cử Phạm Kinh Vỹ và các quan địa phương đi chọn lính. Năm 1746 ông làm Giám tri diêm đạo thu muối bếp muối ở bờ biển. Thu vào hai kì: đông hạ, tổng cộng thu được 40 hộc, mỗi hộc 80 đồng tiền, đem về chứa ở kho công sở.
Năm 1748, sau khi dẹp yên giặc ở xứ Đàng Ngoài, ông trở về trấn Nghệ An và cả châu Bố Chánh (nay là châu Bố Chính). Nhà vua sai ông cùng Hoan Quận Công tiến quân đánh giặc tại 14 tổng, trong đó có Thiên Thi, Phù Dung, Dương An, Đường Hào; đồng thời chém 14 tướng tại các vùng Khoái Châu, Hồng Châu. Năm Tân Dậu (1751), vua tiếp tục sai ông phối hợp cùng Điền Quận Công (có thể là Ngô Đình Điền) dẹp loạn tại Hương Hóa, Tuyên Quang; tiến đánh các trại ở Đảo Sừng và tiêu diệt giặc ở sông Đà. Cũng trong năm này, ông được ban chức Hàn lâm ngũ phẩm và cấp 30 mẫu ruộng lộc điền. Nhà vua lại giao ông hiệp đồng cùng Điền Quận Công công phá đồn Hoa Lâm, phá lũy Đảo Sừng, tiến đánh các vùng Cao Thổ, Thạch Bi, Hữu Lũng.
Năm Quý Hợi (1753), ông được cử làm Đốc đồng xứ Sơn Tây. Năm Giáp Ngọ (1754), ông được triều đình triệu về kinh và chuẩn cho vào phủ Chúa Trịnh. Sau đó, ông được giao giữ chức Kinh dược sứ Đại Yên, rồi thăng làm Tổng tán quân vụ, phụ trách ổn định an ninh trật tự. Tiếp đó, ông được phong chức Nhập nội Bồi tụng, kiêm Tổng lý Cơ mật viện. Năm Ất Sửu (1755), ông được thăng hàm Đông các Đại học sĩ, tòng Tứ phẩm, và lập công trong các chiến dịch quân sự.
Tháng 8 năm 1755, ông được vua thăng chức Thừa chánh sứ và giao trách nhiệm đứng đầu phái bộ sang Yên Kinh (tức Bắc Kinh, Trung Quốc). Sang năm Bính Dần (1756), nhà vua phong tặng phẩm hàm cho gia tộc: ông nội và bà nội được ban tặng danh hiệu; con trai trưởng được phong Hiếu cung đại phu; con trai thứ được phong Tình mẫu Lâm La; cháu đích tôn được phong Tình mẫu Tá lang. Cùng năm, ông được nhà vua bổ nhiệm làm Giám trị xứ Nghệ An, phụ trách việc vận chuyển muối lên vùng miền núi cho đồng bào dân tộc thiểu số và phát lương cho binh lính. Cũng trong năm này, ông trở về núi Dĩ, thuộc bản xã, để chăm lo công việc nông nghiệp.
Phạm Kinh Vỹ làm quan qua 5 đời vua, từ đời Lê Dụ Tông, Lê Duy Phường, Lê Thuần Tông, Lê Ý Tông và Lê Hiển Tông. Tước vị cao nhất của ông là  Tòng tam phẩm Bồi tụng, Đổng lý Cơ mật viện Đại thần. Ông mất tại quê nhà vào ngày 22 tháng 1 năm 1758, thọ 68 tuổi. Thi hài ông được chôn cất trong vườn nhà. Bên cạnh nhà thờ hiện còn lưu giữ phần mộ của ông cùng phu nhân chính thất. Sau khi mất, ông được dựng bia tại Văn Miếu Quốc Tử Giám.

## Sáng tác thơ
Năm 1751 Tân Dậu, nhân đưa quân qua núi Nữ Cốc, theo lệnh Vua cùng Điền Quận Công dẹp giặc ở Hương Hóa, Tuyên Quang, ông vịnh bài thơ kể về chiến dịch hang Nữ Cốc, tóm tắt 4 câu như sau:
"Duy trung mặc vận tử phòng trù
Chỉ họa âm tùng Nữ Cốc thu
Hoạt lỗ oa cùng nhất trận thu
Phong bi ngật lập độ miêu lưu".
Có nghĩa là:
Trong màn tướng vận trù mưu kế đánh giặc
Vạch ra con đường theo hang tối Nữ Cốc
Chỉ cần một trận đã bắt gọn lũ giặc ở hang cùng
Dựng bia lưu lại điều tốt đẹp cho mai sau".

## Mang Sâm về làng Thổ Hào
Có tài liệu ghi rằng ở làng Thổ Hào, tổng Bích Hào, huyện Thanh Chương, có trồng một thứ sâm gọi là Hào sâm. Tục truyền rằng thứ Hào sâm này do Phạm Kinh Vỹ hồi xưa đem giống về trồng ở Thổ Hào. Một nguồn khác cũng ghi nhận, cách đây gần 300 năm, Tiến sĩ Phạm Kinh Vỹ đã đưa một loài sâm về trồng tại làng Thổ Hào – đến nay vẫn được biết đến với tên gọi Sâm Thổ Hào.
Theo tài liệu khác, vào khoảng những năm 1742–1743, trong bối cảnh một chiến dịch tiễu trừ quân phản loạn ở vùng biên giới, tướng quân Phạm Kinh Vỹ và quân lính gặp phải tình trạng dịch bệnh và sức khỏe suy giảm. Lúc đó, theo lời mộng báo, ông đã được hướng dẫn tìm kiếm một loài sâm có khả năng hồi phục sinh lực cho quân sỹ. Sau khi tìm được và sử dụng loài sâm này, toàn quân đã thu được điều trị, từ đó khi trở về quê, ông đã mang theo giống sâm về trồng trên đất Thổ Hào. Qua thời gian, loài sâm này được trồng phổ biến, trở thành dược liệu được dâng tiến Vua chúa, nên được gọi là đặc sản "Tiến Vua".
Theo một phiên bản của gia phả Phạm Kinh Vỹ, có ghi: "Khi đi sứ nước Tàu, ông tìm cách lấy một giống Sâm về trồng ở làng quê mình, sau trở thành Sâm Thổ Hào mà người đời còn truyền tụng".
Hiện nay, loài sâm này đang mọc trong khuôn viên Đền Thờ, xung quanh mộ của Phạm Kinh Vỹ và phu nhân chính thất. Theo ông Phạm Doãn Điền, cháu đời thứ tám của Phạm Kinh Vỹ và hiện là Chủ tịch Hội Nông dân xã Thanh Tùng, người dân địa phương vẫn thường thu hái giống sâm này từ vườn nhà để làm thực phẩm và dược liệu. Giống sâm Thổ Hào cũng được đưa đi trồng tại một số địa phương khác như Mai Giang, Thanh Hà, Hạnh Lâm, Hà Tĩnh... Về mặt phân loại sinh học, Sâm Thổ Hào được xác định tên khoa học là Abelmoschus sagittifolius.

## Tưởng niệm
Nhà thờ ông Phạm Kinh Vỹ được xây dựng năm Tự Đức thứ 11 (1863). Nhà thờ cũng là Đền thờ nơi tổ chức các lễ Tế tổ của Họ Phạm khu vực Thanh Chương và một số huyện Nghệ An cũng như nhánh Họ Phạm ở Hà Tĩnh. Năm 1999, lăng mộ và nhà thờ ông tại xóm Minh Sơn, xã Thanh Tùng được công nhận là Di tích Lịch sử Văn Hóa cấp Tỉnh - theo quyết định của UBND Tỉnh Nghệ An số 36, ngày 22 tháng 4 năm 1999; được Chủ tịch UBND tỉnh Nghệ An ký ngày 15 tháng 1 năm 2001. Từ đó Nhà thờ trở thành Đền thờ.
Từ đường có diện tích 2.350m2, hướng Nam, có nhà Bái đường và nhà Hậu cung. Nhà Bái đường có bức đại tự Tích thụ mim hoa (nghĩa là: hoa tốt đẹp tích tụ lại). Hậu cung có 3 gian, trong đó có bức đại tự sơn son thiếp vàng Đức lưu quang và 2 chữ cung phụng, trâm anh, đôi câu đối như sau:
Văn mạch đăng khoa hào khí vượng
Khoa danh trường đối bình phong quang.
(Văn mạch đậu cao hào khí vượng Khoa danh đình đối rạng hào quang).
Phố thủy nam lưu văn mạch viễn Hào phúc Bắc Kỳ phúc căn nguyên.
(Sông Phố về Nam mạch truyền mãi Phúc Hào rẽ Bắc phúc cội nguồn).
Trong nhà thờ có 3 đạo sắc. Đạo sắc năm Thành Thái thứ 8 (1896) phong cho ông: Đoan túc dực bảo trung hưng tôn thần. Năm 1809, Vua Duy Tân phong cho ông: Đoan túc dực bảo trung hưng Phan Tướng Công chi thần. Năm 1924, Vua Khải Định phong cho ông: Đoan túc dực bảo trung hưng Hộ quốc cứu dân tình xuyên bá Phạm Tướng Công trung đẳng thần. Ngoài ra, còn có bài thơ nhắc lại công lao của ông trong giai đoạn năm 1756. Ngày 30 tháng 4 năm 2012 Nhà thờ Hạ được xây dựng mới phía trước Đền thờ.
Tại Đền Thờ, ngày 7 tháng 2 năm 2025, để ghi nhớ công ơn Ông đã mang giống Sâm về làng, Đại Tôn Họ Phạm, chính quyền và nhân dân xã Thanh Hà, Thanh Tùng, huyện Thanh Chương, được sự chấp thuận của Sở Văn Hóa Thể Thao và Du Lịch tỉnh Nghệ An, đã diễn ra Lễ Tạ Cụ Phạm Kinh Vỹ và tuyên xưng cụ là Ông tổ Sâm Thổ Hào.

## Địa danh đặt tên
Ngày nay, tại Khối 6, phường Bến Thủy, thành Phố Vinh, tỉnh Nghệ An, có con đường mang tên Ông.
Về sau bến sông thuộc xã Thanh Giang (Thanh Chương) được đặt thành Bến Ba Nghè "Tên gọi xóm Ba Nghè bắt nguồn từ bến Ba Nghè ở phía trước làng, ngày xưa có 3 vị tiến sỹ của đất Thổ Hào này ghé thuyền về vinh quy bái tổ", trong đó có ông Phạm Kinh Vỹ.